# Pinsly Railroad Company
Die Pinsly Railroad Company ist ein US-amerikanisches Holdingunternehmen, das seit 1938 Shortline-Eisenbahngesellschaften in den Vereinigten Staaten besaß und betrieb. Zuletzt befand sich mit der Pioneer Valley Railroad nur eine Bahngesellschaft im Eigentum von Pinsly.

## Geschichte
Samuel M. Pinsly gründete die Pinsly Railroad Company 1938 zum Erwerb der Hoosac Tunnel & Wilmington Railroad (HT&W) von der H.E. Salzberg Company seines Schwiegervaters. Unter Pinslys Regie wurde ein Teil der aufgrund von Flutschäden gesperrten Bahnstrecke der HT&W wieder in Betrieb genommen. Nach dem Zweiten Weltkrieg erwarb die Pinsly Railroad Company unter Führung von Samuel M. Pinsly schrittweise acht weitere Bahngesellschaften – zunächst in Neuengland, ab der zweiten Hälfte der 1950er Jahre auch in South Carolina und Kentucky. Mehrere Firmen wurden zu Lebzeiten von Pinsly wieder aufgegeben, wenn sie nicht mehr gewinnbringend waren oder ein guter Verkaufspreis erzielt werden konnte. So wurde die HT&W 1971 stillgelegt, als durch den Bau eines Staudamms die Verlegung der Strecke notwendig geworden wäre.
Pinslys Tochter Marjorie Silver war ab 1965 für die Pinsly Railroad Company tätig und übernahm nach dem Tod ihres Vaters im Jahr 1977 den Vorsitz des Unternehmens. John Levine, ein Sohn von Marjorie Pinsly Silver, arbeitet seit 1971 für das Unternehmen. Er übernahm 1978 den Posten des Vice President und wurde mit dem Wechsel seiner Mutter in den Ruhestand im Jahr 2000 Geschäftsführer (President) und 2015 Vorsitzender (Chairman and CEO). Sein Bruder Marc Levine und dessen Sohn Jeremy Levine sind ebenfalls in der Firmenleitung tätig.
Mit den durch den Staggers Rail Act geänderten Rahmenbedingungen begann die Pinsly Railroad Company ab Anfang der 1980er Jahre, mit neu gegründeten Tochterfirmen im regionalen Güterverkehr genutzte Strecken von größeren Bahngesellschaften zu erwerben. In Massachusetts, Arkansas und Florida bildete Pinsly so deutlich größere Unternehmen als bisher betrieben. Die kleineren Bahngesellschaften wurden hingegen schrittweise verkauft oder stillgelegt. Anfang 2015 verkaufte Pinsly die Tochterfirmen in Arkansas an Genesee and Wyoming, ebenso Anfang 2020 die Unternehmen in Florida an die Regional Rail des 3i-Konzerns. In der Firmengruppe befindet sich daher derzeit nur eine Bahngesellschaft sowie eine Spedition, die Railroad Distribution Services (RDS). Der Firmensitz des Unternehmens wurde 1986 von Boston nach Westfield verlegt, wo auch die beiden aktuellen Pinsly-Tochterfirmen ansässig sind.
Am 19. August 2023 wurde vereinbart, dass die Holding Gulf and Atlantic Railways vorbehaltlich der Zustimmung des Surface Transportation Boards die Pioneer Valley Railroad von Pinsly übernimmt. Diese Übernahme wurde im Oktober 2023 vollzogen. Im Mai 2024 benannte sich die Gulf and Atlantic Railways in Pinsly Railroad Company um.

## Bahngesellschaften
Die Pinsly Railroad Company besitzt oder besaß folgende Bahngesellschaften:
| Bahngesellschaft                         | Abkürzung  | Region                 | Im Eigentum seit  | Im Eigentum bis              | Bemerkung |
| ---------------------------------------- | ---------- | ---------------------- | ----------------- | ---------------------------- | --------- |
| Hoosac Tunnel & Wilmington Railroad      | HTW / HT&W | Massachusetts, Vermont | 1938              | 13. Oktober 1971 stillgelegt |           |
| Saratoga & Schuylerville Railroad        | S&S        | New York               | 1945              | 1956 stillgelegt             |           |
| Sanford & Eastern Railroad               | S&E        | New Hampshire, Maine   | 1949              | 1961 stillgelegt             |           |
| Claremont & Concord Railway              | C&C        | New Hampshire          | 1954              | 1988 verkauft                |           |
| Montpelier & Barre Railroad              | MB         | Vermont                | 1957              | 1980 verkauft                |           |
| Greenville and Northern Railway          | GRN        | South Carolina         | Juli 1957         | 24. April 1997 verkauft      |           |
| Frankfort and Cincinnati Railroad        | FCIN       | South Carolina         | 1961              | 1985 stillgelegt             |           |
| St. Johnsbury & Lamoille County Railroad | StJ&LC     | Vermont                | 1967              | 1973 verkauft                |           |
| Pioneer Valley Railroad                  | PVRR       | Massachusetts          | 1982              | August 2023 verkauft         |           |
| Florida Central Railroad                 | FCEN       | Florida                | 21. November 1986 | Januar 2020 verkauft         |           |
| Florida Midland Railroad                 | FMID       | Florida                | 1987              | Januar 2020 verkauft         |           |
| Florida Northern Railroad                | FNOR       | Florida                | 1988              | Januar 2020 verkauft         |           |
| Arkansas Midland Railroad                | AKMD       | Arkansas               | 1992              | Januar 2015 verkauft         |           |
| Warren & Saline River Railroad           | WSR        | Arkansas               | 1992              | Januar 2015 verkauft         |           |
| Prescott & Northwestern Railroad         | PNW        | Arkansas               | 1. Januar 2010    | Januar 2015 verkauft         |           |